# Leptobotia tientainensis
Leptobotia tientainensis är en fiskart som först beskrevs av Wu, 1930.  Leptobotia tientainensis ingår i släktet Leptobotia och familjen nissögefiskar. Inga underarter finns listade i Catalogue of Life.